# Peter Baumeister
Peter Baumeister (Dortmund, 6 de fevereiro de 1940) é músico de jazz, banqueiro e baterista alemão.

## Discografia
- Joki Freund Sextet: Yogi Jazz, 1963
- Volker Kriegel: With a Little Help From My Friends, 1968
- Volker Kriegel: Spectrum, 1971
- Volker Kriegel: Inside: Missing Link, 1972
- Dave Pike Set: Noisy Silence - Gentle Noise, 1969
- Dave Pike Set: Four Reasons, 1969
- Dave Pike Set: Live at the Philharmonie, 1969
- Dave Pike Set: Infra Red, 1970
- Dave Pike Set: Album, 1972
- Dave Pike Set: Masterpieces, 1969 - 1972
- Gustl Mayer's Jazz Stampede: Yellow Cab, 1980